# Afromochtherus megastylus
Afromochtherus megastylus là một loài ruồi trong họ Asilidae. Afromochtherus megastylus được Londt miêu tả năm 2002. Loài này phân bố ở vùng nhiệt đới châu Phi.